# Gareth Bacon
Gareth Andrew Bacon, né le 7 avril 1972 à Hong Kong, est un homme politique  britannique du Parti conservateur, ancien membre de l'assemblée de Londres jusqu'en 2021, est député pour Orpington depuis 2019.

## Jeunesse et carrière
Né à Hong Kong en 1972, fils de Robert et Helen Bacon, il étudie au St. Mary's & St. Joseph's School à Sidcup, avant de poursuivre ses études en politique et gouvernement à l'université du Kent à Canterbury, où il est nommé B.A. en 1996, puis M.A. en 1997 dès études européennes. 
Il travaille chez Martin Ward Anderson comme chef du secteur public de 2004 à 2012.

## Carrière politique
Membre du Parti conservateur depuis 1987, Bacon mène une carrière au niveau local, en tant que conseiller municipal depuis 1998, puis membre de l'assemblée de Londres de 2008 à 2021.
Après son entrée à la chambre des communes en 2019, Bacon annonce sa démission du conseil de Bexley et de l'assemblée de Londres aux prochaines élections municipales. En raison de l'épidémie de coronavirus, les élections locales britanniques sont reportées d'un an.

### Membre de l'assemblée de Londres
Bacon se présente pour Greenwich et Lewisham à l'autorité du Grand Londres en 2004, mais échoue. Lors des élections à l'assemblée de Londres en 2008, il est élu troisième membre conservateur de l'assemblée à Londres. En 2012, Bacon est classé deuxième sur la liste des candidats conservateurs et est ensuite réélu à l'assemblée de Londres.
En juin 2010, Bacon est nommé par le maire de Londres, Boris Johnson, pour siéger à la London Fire & Emergency Planning Authority. Il devient président de l'instance en 2015, et occupe ce poste jusqu'à l'année suivante, restant membre de l'instance jusqu'en 2018.
En septembre 2015, Bacon est sélectionné comme candidat conservateur de la circonscription de Bexley & Bromley à l'assemblée de Londres. Lors de l'élection suivante, il est élu à l'assemblée de Londres avec 87 460 voix (46,1 %) et une majorité de 41 699 voix. En octobre 2015, il succède à Andrew Boff comme chef du groupe conservateur GLA au City Hall, et occupe ce poste jusqu'en 2019.
À l'assemblée de Londres, Bacon est président du comité du budget et des performances de l'assemblée (à partir de 2016), président du sous-comité de suivi budgétaire et vice-président du comité de surveillance,.

### Conseil de Bexley
Bacon est un conseiller de longue date du conseil de Bexley, représentant Sidcup West de 1998 à 2002, puis le quartier de Longlands, centré sur la zone du même nom, de 2002 à 2021 ,,,. Il est adjoint au maire de l'arrondissement de 2001 à 2002 .
Après que les conservateurs aient pris le contrôle du conseil de Bexley en 2006, Bacon est membre du Cabinet pour l'environnement de 2006 à 2014. En 2012, son portefeuille est élargi pour inclure le domaine public. Bacon est élu chef adjoint du Bexley Council en 2014, poste qu'il quitte en janvier 2015 après sa nomination à la London Fire & Emergency Planning Authority. Bacon quitte le Conseil de Bexley le 15 mars 2021.

### Député
Le 8 novembre 2019, Bacon est sélectionné par les conservateurs d'Orpington pour être leur candidat aux prochaines élections générales, après que le sortant Jo Johnson, frère cadet de Boris Johnson, ait choisi de ne pas se représenter.
Le 12 décembre 2019, Bacon est élu député d'Orpington. Malgré une baisse de sa part numérique des voix, Bacon est élu avec la plus grande part des voix conservatrices au siège depuis 1955, remportant le siège avec 30 882 voix, soit une majorité de 22 378 voix.
Bacon prononce son premier discours au Parlement le 5 février 2020. Il devient membre de l'influent comité des comptes publics de la Chambre des communes le 2 mars 2020.

## Vie privée
En 2004, il épouse Cheryl Cooley, aussi conseillère conservatrice de Bexley qui travaille également pour Kemi Badenoch, députée conservatrice de Saffron Walden. Bacon et sa femme ont une fille.